# Гросайтинген
Гросайтинген (нем. Großaitingen) — община в Германии, в Республике Бавария.
Община расположена в правительственном округе Швабия в районе Аугсбург. Подчиняется управлению Гроссайтинген.  Население составляет 4867 человек (на 31 декабря 2010 года). Занимает площадь 39,09 км².
Община подразделяется на 5 сельских округов.

## Население
По оценке на 31 декабря 2015 года население общины Гросайтинген составляет 4986 чел. 

| Дата      | 1840 | 1871 | 1900 | 1925 | 1939 | 1950 | 1961 | 1970 | 1987 | 2011 |
| --------- | ---- | ---- | ---- | ---- | ---- | ---- | ---- | ---- | ---- | ---- |
| Население | 1421 | 1500 | 1558 | 1673 | 1824 | 2663 | 2747 | 3043 | 3620 | 4893 |

| Год       | 1960 | 1970 | 1980 | 1990 | 2000 | 2009 | 2010 | 2011 | 2012 | 2013 | 2014 | 2015 |
| --------- | ---- | ---- | ---- | ---- | ---- | ---- | ---- | ---- | ---- | ---- | ---- | ---- |
| Население | 2757 | 3057 | 3458 | 3941 | 4654 | 4887 | 4867 | 4866 | 4871 | 4841 | 4902 | 4986 |